# Toleure
Der Toleure ist ein Fluss am Fusse des Jura-Gebirges im Kanton Waadt in der Schweiz.

## Geographie

### Source du Toleure
Der Toleure entspringt am Fusse der Mont-Tendre-Kette nahe der Stelle, wo die Gemeindegebiete von Bière, Gimel VD und Saubraz aufeinander treffen. Die Source du Toleure (dt. „Quelle des Toleure“) ist eine Karstquelle und bildet einen natürlichen Überlauf der nahe gelegenen Source de l’Aubonne.
Entspringen der Aubonnequelle mehr als 2130 Liter Wasser pro Sekunde, schüttet auch die Quelle des Toleure. Sie versiegt dagegen bei einer Quellschüttung unter 2090 l/s. Etwa 40 % des Jahres liegt die Quelle trocken (134 Tage in den Jahren 1999 und 2000). Auf die gleiche Weise verhält es sich zu den Quellen des Baches Malagne bei Montricher VD. Sie beginnen zu fliessen, wenn die Schüttung der Toleurequelle 4865 l/s übersteigt.

### Verlauf
Der Toleure verläuft nach seinem Ursprung, als Grenzfluss zwischen den Gemeinden Bière und Saubraz, in südöstliche Richtung und nimmt nach ungefähr 4 km Fliessstrecke die bereits rund 8 km lange Saubrette von rechts auf. Kurz darauf mündet der Toleure nordwestlich von Aubonne VD als rechter Zufluss in die etwas kürzere und oft wasserärmere Aubonne.

### Zuflüsse
- Saubrette (rechts)